# Lākshām
Lākshām är en ort i Bangladesh.   Den ligger i provinsen Chittagong, i den sydöstra delen av landet, 90 km sydost om huvudstaden Dhaka. Lākshām ligger 10 meter över havet och antalet invånare är 82 290.
Terrängen runt Lākshām är mycket platt. Det finns inga andra samhällen i närheten.
Trakten runt Lākshām består till största delen av jordbruksmark. Runt Lākshām är det mycket tätbefolkat, med 1 692 invånare per kvadratkilometer.